# Diane Thermoz Liaudy
Diane Thermoz-Liaudy (ur. 6 grudnia 1985) – francuska snowboardzistka. Nie startowała na igrzyskach olimpijskich. Na mistrzostwach świata najlepszy wynik uzyskała na mistrzostwach w Arosa, gdzie zajęła 10. miejsce w snowcrossie. Najlepsze wyniki w Pucharze Świata osiągnęła w sezonie 2007/2008, kiedy to zajęła 27. miejsce w klasyfikacji generalnej. Jest brązową medalistką mistrzostw świata juniorów w snowcrossie z 2005 r.

## Sukcesy

### Mistrzostwa Świata
| Miejsce | Dzień       | Rok  | Miejscowość | Konkurencja    | Zwycięzca          |
| ------- | ----------- | ---- | ----------- | -------------- | ------------------ |
| 10.     | 14 stycznia | 2007 | Arosa       | Snowboardcross | Lindsey Jacobellis |
| 13.     | 18 stycznia | 2009 | Kangwŏn     | Snowboardcross | Helene Olafsen     |

### Puchar Świata

#### Miejsca w klasyfikacji generalnej
- 2003/2004 - -
- 2004/2005 - -
- 2005/2006 - 85.
- 2006/2007 - 28.
- 2007/2008 - 27.
- 2008/2009 - 80.
- 2009/2010 - 186.

#### Miejsca na podium
1. Stoneham – 17 marca 2007 (Snowcross) - 2. miejsce
2. Leysin – 1 lutego 2008 (Snowcross) - 2. miejsce